# 河原忠彦
河原 忠彦（かわはら ただひこ、1920年 - 2021年7月10日）は、ドイツ文学者、東京大学名誉教授。息子は西洋中世史研究者の河原温。

## 人物・来歴
第一高等学校から1949年東大独文科卒。横浜国立大学講師、1953年東大教養学部助教授、教授。1981年定年退官、名誉教授。明治大学教授を務め、1991年退職。100歳で死去。

## 著書
- 『十八世紀の独仏文化交流の諸相』白凰社（明治大学人文科学研究所叢書）1993
- 『シュテファン・ツヴァイク ヨーロッパ統一幻想を生きた伝記作家』中公新書 1998.2。電子出版 2014

### 翻訳
- 『ロダンへの手紙 リルケ全集 第10』彌生書房 1961
- 『ツヴァイク全集 第16 マゼラン、アメリゴ』関楠生共訳 みすず書房 1962 新版1998ほか。グーテンベルク21・電子出版 2016
- シャーデヴァルト『星のギリシア神話』白水社 1963
- リルケ『神さまの話』ドイツの文学第4巻 三修社 1965
- S.v.クレス＝レーデン『エトルリアの謎』みすず書房 1965
- ハンス・エーリヒ・ノサック『おそくとも十一月には』野村琢一共訳 白水社 1966
- スヴェン・フレロン『アヤックス少年と動物たち』（フレロン動物文学集）ポプラ社 1969
- スヴェン・フレロン『アイスランドの野馬』（フレロン動物文学集）ポプラ社 1969
- A.R.ファンデル・ルフ・ルトガール『オーロラの国の子ら』ポプラ社 1970
- エーリッヒ・ヘラー『芸術の内面への旅』渡辺健、杉浦博共訳 法政大学出版局 1972
- 『ゲーテ全集 10 詩と真実－わが生涯より 第3・4部』山崎章甫共訳 潮出版社 1980.7